# El luchador
El luchador (The Wrestler) es una película dirigida por Darren Aronofsky y con un reparto que cuenta con Mickey Rourke, Marisa Tomei y Evan Rachel Wood. La producción empezó en enero de 2008 y se estrenó ese mismo año en el Festival de Venecia, donde ganó el León de Oro. Fox Searchlight adquirió los derechos para distribuir la película en Estados Unidos, siendo estrenada en pocos cines el 17 de diciembre de 2008, y mundialmente el 16 de enero de 2009.

## Argumento
El luchador profesional Robin Ramzinski, conocido por su nombre en el ring Randy "The Ram" Robinson (Mickey Rourke), saltó a la fama en la década de 1980. Ahora que pasó su mejor momento, Randy lucha los fines de semana para promociones independientes en Elizabeth, Nueva Jersey mientras vive en un parque de casas rodantes y trabaja a tiempo parcial en un supermercado con Wayne, un gerente desagradable que se burla de los antecedentes de lucha libre de Randy. Como habitual en un strip club, Randy se hace amigo de una estríper llamada Cassidy que, al igual que Randy, ya pasó su mejor momento. Después de ganar una pelea local, Randy acepta una revancha propuesta por el vigésimo aniversario con su oponente más notable, "El ayatolá", que Randy espera que pueda devolverlo al estrellato.
Randy intensifica su entrenamiento, que incluye inyecciones de esteroides. Después de luchar en un evento de lucha hardcore, Randy sufre un ataque al corazón en el backstage y se somete a una cirugía de baipás coronaria. Su médico le informa que casi muere y tiene que dejar de tomar esteroides. Para empeorar las cosas, el médico le advierte a Randy que no luche más, ya que su corazón ya no puede soportar el estrés que le provoca. De mala gana, Randy decide jubilarse y comienza a trabajar un turno de tiempo completo en el mostrador de delicatessen del supermercado.
A sugerencia de Cassidy, Randy visita a su hija Stephanie, a quien había abandonado cuando era niña, pero ella lo rechaza. Mientras ayuda a Randy a comprar un regalo para Stephanie, Cassidy revela que tiene un hijo. Randy hace insinuaciones románticas hacia ella, que ella rechaza por motivos de su trabajo. Más tarde, Randy le da el regalo a su hija y se disculpa por haberla abandonado. Los dos se unen después de una visita a un paseo marítimo frente a la playa, donde él la llevaba a menudo cuando era niña, y acuerdan encontrarse para cenar el próximo sábado. Randy va al club de striptease de Cassidy para agradecerle, pero ella lo rechaza una vez más, lo que resulta en un acalorado intercambio. Molesto, Randy va a ver un combate de lucha libre y encuentra consuelo en sus amigos luchadores. Mientras está en un bar con ellos, se emborracha, inhala cocaína, tiene sexo con una mujer en el baño de mujeres, luego se despierta en su habitación a la mañana siguiente. Agotado, duerme todo el día y se pierde la cena con Stephanie. Él va a su casa para disculparse, pero ella le dice enojada que no quiere volver a verlo nunca más.
En el mostrador de la tienda de delicatessen, un cliente reconoce a Randy como el luchador, aunque él lo niega. El cliente persiste, lo que agita a Randy, quien luego se corta la mano con la rebanadora y rápidamente se da por vencido en el acto, provocando un alboroto en la tienda mientras insulta a Wayne y a los clientes. Estimulado por el reconocimiento de la afición hacia él y sin nada más que perder, Randy decide volver a la lucha libre y reprograma la revancha con The Ayatollah. Se reconcilia con Cassidy, quien también acaba de renunciar a su trabajo, aunque ella le ruega que no luche debido a su problema cardíaco y le ruega que cancele el combate. Sin embargo, Randy ignora su consejo y le explica que pertenece al ring con sus fanáticos y compañeros luchadores que a diferencia de la sociedad fuera de él, lo aman y lo respetan.
Después de un emotivo discurso, la pelea inicia; mientras lucha, Randy comienza a sentir dolor en el pecho y se vuelve inestable. Al darse cuenta de esto, el Ayatollah lo insta a iniciar el pin y terminar el combate. Sin embargo, Randy se niega y con dificultad se sube a la cuerda superior para su movimiento final característico, un cabezazo en picado llamado "Ram Jam". Él mira a su alrededor y ve que Cassidy se ha ido. Finalmente, mientras la multitud vitorea su nombre, Randy, con lágrimas en los ojos, salta desde la cuerda superior.

## Reparto
- Mickey Rourke como Randy "The Ram" Robinson.
- Marisa Tomei como Cassidy - Pam.[5]
- Evan Rachel Wood como Stephanie Robinson.
- Todd Barry como Wayne.[6]
- Ernest Miller como Bob "El Ayatollah".[7]
- Ajay Naidu como Medic.
- Wass Stevens como Nick.
- John D'Leo como Adam.
- Gregg Bello como Larry.

También aparecen los luchadores profesionales: Devon Moore, The Funky Samoans, Jim Powers, Kid USA, Ron Killings, Claudio Castagnoli, Romeo Roselli, John Zandig, Nigel McGuinness., Necro Butcher Durante la lucha entre Randy contra Tommy Rotten algunos luchadores locales de las asociaciones Bodyslam Wrestling Organization y NWA Liberty States aparecen entre el público.

## Producción
Fue escrito por Robert D. Siegel, antiguo escritor de The Onion, que escribió el guion y luego fue adaptado en la productora de Darren Aronofsky Protozoa Pictures. El actor Nicholas Cage entró en negociaciones en octubre de 2007 para el papel principal. Al mes siguiente, Cage abandonó el proyecto después de asistir a un show en Nueva York de Ring of Honor y Mickey Rourke remplazó al actor en el papel. Según Siegel, Cage se retiró del proyecto porque Aronofsky quería que el papel fuera para Rourke.
Aronofsky declaró "Cage fue un auténtico caballero, entendió que mi corazón estaba con Rourke y se retiró a un lado. Tengo tanto respeto por Nicholas que creo que realmente podría haber funcionado con Nic pero... ya sabes, Nic apoyaba la idea de que lo hiciera Mickey y ellos son viejos amigos y él quería ayudar a Mickey en esta oportunidad así que se retiró de la carrera". La producción comenzó en enero de 2008, y se rodó en Elizabeth, NJ, Linden, NJ, Rahway, NJ y Nueva York. Algunas escenas se filmaron en el  Alhambra Arena de Filadelfia. Afa Anoa'i, un antiguo wrestler profesional, fue contratado para entrenar a Rouke en su papel. Anoai trajo a sus dos principales entrenadores, Jon Trosky y Tom Farra que trabajaron con Rourke durante ocho semanas. Los dos entrenadores también salen en la película.

## Premios

### Óscar
| Año  | Categoría               | Candidato     | Resultado |
| ---- | ----------------------- | ------------- | --------- |
| 2009 | Mejor actor             | Mickey Rourke | Candidato |
| 2009 | Mejor actriz de reparto | Marisa Tomei  | Candidata |

### Globos de Oro
| Año  | Categoría               | Candidato         | Resultado |
| ---- | ----------------------- | ----------------- | --------- |
| 2009 | Mejor actor - Drama     | Mickey Rourke     | Ganador   |
| 2009 | Mejor actriz de reparto | Marisa Tomei      | Candidata |
| 2009 | Mejor canción original  | Bruce Springsteen | Ganador   |

### Independent Spirit Awards
| Año  | Categoría        | Candidato      | Resultado |
| ---- | ---------------- | -------------- | --------- |
| 2008 | Mejor película   | Mejor película | Ganador   |
| 2008 | Mejor actor      | Mickey Rourke  | Ganador   |
| 2008 | Mejor fotografía | Maryse Alberti | Ganador   |

### BAFTA
| Año  | Categoría               | Candidato     | Resultado |
| ---- | ----------------------- | ------------- | --------- |
| 2009 | Mejor actor             | Mickey Rourke | Ganador   |
| 2009 | Mejor actriz de reparto | Marisa Tomei  | Candidata |